# Societat Catalana de Llengua i Literatura
De Societat Catalana de Llengua i Literatura (Catalaanse vereniging voor taal en literatuur) is een dochtervereniging van het Institut d'Estudis Catalans (IEC), ontstaan als een onderafdeling van de Societat Catalana d'Estudis Històrics. In 1986 werd de vereniging door onder meer Josep Massot i Muntaner, Max Cahner i Garcia en andere vooraanstaande letterkundigen uit het Catalaanse taalgebied tot een zelfstandige entiteit met eigen rechtspersoonlijkheid uitgebouwd. Als wetenschappelijke vereniging wijdt ze zich enerzijds aan de studie van de taal en literatuur op academisch niveau en anderzijds aan de verspreiding van die kennis door publicaties, studiedagen, opleidingscursussen en voordrachtenreeksen.

## Publicaties
- Llengua & Literatura, jaarboek voor Catalaanse filologie en taal, met als hoofdredacteur de benedictijnse monnik Josep Massot i Muntaner uit Montserrat. Verschijnt sedert 1986 ononderbroken; naast de papieren versie is het nu ook gratis consulteerbaar online.[5]
- Treballs de la Societat Catalana de Llengua i Literatura, "Werken" ofwel een verzameling van publicaties waarin dieper op een thema wordt ingegaan als in de relatieve korte artikels van het jaarboek.